# Otto Schmittner
Otto Schmittner (* 3. Mai 1934 in Aschaffenburg; † 26. Juli 2011 ebenda) war ein deutscher Ringer.

## Werdegang
Otto Schmittner wuchs in Aschaffenburg auf und begann dort als Jugendlicher beim Sportverein "Einigkeit" in Damm mit dem Ringen. Der Trainer, von dem er am meisten lernte, war damals Philipp Büttner, ein Mitglied einer alten Aschaffenburger Ringerfamilie. Otto Schmittner, der den Beruf eines Schneiders erlernte, später aber bei der Deutschen Bundesbahn beschäftigt war, hatte als 20-Jähriger die deutsche Spitzenklasse im Leichtgewicht erreicht. Er rang hauptsächlich im griechisch-römischen Stil, trat aber gelegentlich auch im freien Stil an.
Sein erster großer Erfolg in seiner Ringerlaufbahn war der Sieg bei der deutschen Juniorenmeisterschaft 1954 im griech.-röm. Stil im Leichtgewicht vor Johann Sommer aus München. Im gleichen Jahr wurde er auch deutscher Vizemeister bei den Senioren im freien Stil hinter Karl Hock aus Kirrlach. Im Laufe seiner weiteren Karriere gewann er 1955, 1957 und 1961 den Titel eines deutschen Meisters im griech.-röm. Stil im Leicht- bzw. Weltergewicht. 1961 siegte er vor Günther Maritschnigg, dem Gewinner der Silbermedaille bei den Olympischen Spielen 1960 in Rom. Dazu erreichte er noch neun weitere Platzierungen unter den drei besten Ringern, davon auch drei im freien Stil.
Im Jahre 1955 gewann Otto Schmittner die Ausscheidung für die Weltmeisterschaft im griech.-röm. Stil, die in diesem Jahr in Karlsruhe ausgetragen wurde, vor dem deutschen Meister von 1954 Heinz Heller aus Hof und Johann Sommer. Nach guter Vorbereitung durch den damaligen Bundestrainer Jean Földeák erreichte Otto Schmittner bei dieser Weltmeisterschaft den 12. Platz. In der ersten Runde erzielte er dabei einen Schultersieg über den Österreicher Georg Brötzner. In den nächsten Runden musste er dann jeweils Punktniederlagen gegen Dumitru Cuc aus Rumänien und Grigori Gamarnik aus der UdSSR hinnehmen. Es ist aber erwähnenswert, dass er gegen Gamarnik, der schließlich Weltmeister wurde, sicher über die volle Kampfzeit von damals 15 Minuten kam.
In seiner weiteren Laufbahn kam Otto Schmittner zu keinen weiteren Einsätzen bei internationalen Meisterschaften mehr (in den 1950er und 1960er Jahren wurden Meisterschaften viel seltener als heute ausgetragen). Mit seinem Verein SV "Einigkeit" Aschaffenburg-Damm wurde er in den Jahren 1963 und 1964 noch deutscher Mannschaftsmeister. Nach seiner Laufbahn als Ringer wandte sich Otto Schmittner dem Langstreckenlauf zu und bestritt einige Marathonläufe.

## Internationale Erfolge
(GR = griech.-röm. Stil, F = freier Stil, Le = Leichtgewicht, We = Weltergewicht, damals bis 67 kg u. 73 kg Körpergewicht)
- 1955, 12. Platz, Weltmeisterschaft in Karlsruhe, GR, Le, mit einem Sieg über Georg Brötzner, Österreich u. Niederlagen gegen Dumitru Cuc, Rumänien u. Grigori Gamarnik, UdSSR

- 1956, 5. Platz, World-Cup in Istanbul, GR, Le, m. Sieg über Franco Benedetti, Italien u. Niederlagen gegen Dimitru Gheorghe, Rumänien u. Dimitar Stojanow, Bulgarien

## Deutsche Meisterschaften
- 1954, 2. Platz, F, Le, vor Karl Hock, KSV Kirrlach u. Gerhard Füglein, SV Nürnberg 04,
- 1955, 1. Platz, GR, Le, vor Heinz Heller, ASV Hof u. Rolf Ellerbrock, ASV Heros Dortmund,
- 1956, 3. Platz, GR, Le, hinter Karl-Heinz Porscha, ASV Heros Dortmund u. Walter Held, KSV Brötzingen,
- 1957, 1. Platz, GR, Le, vor Walter Held u. Karl Scherm (Ringer), ESV Neuaubing,
- 1958, 2. Platz, GR, Le, hinter Gottlieb Neumair, ESV Neuaubing u. vor Walter Held,
- 1969, 2. Platz, GR, Le, hinter Edmund Seger, AV Freiburg-St. Georgen u. vor Edgar Kaufmann, Thaleischweiler,
- 1960, 3. Platz, F, We, hinter Werner Bodamer, Kirchheim u. Eberhard Wahl, ASV Schorndorf,
- 1961, 1. Platz, GR, We, vor Günther Maritschnigg, Witten-Annen u. Siegfried Mangold, ASV Botnang,
- 1964, 3. Platz, GR, We, hinter Ernst Knoll, ASV Eppelheim u. Gottlieb Neumair,
- 1966, 2. Platz, GR, We, hinter Peter Nettekoven, ASV Heros Dortmund u. vor Reinhard Zeiher, KSV Brötzingen,
- 1966, 3. Platz, F, We, hinter Peter Nettekoven u. Reinhard Zeiher,
- 1967, 3. Platz, GR, We, hinter Werner Schröter, VfK Schifferstadt u. Peter Nettekoven